# Eriptosis
La eriptosis 
(apoptosis de eritrocitos o muerte programada de glóbulos rojos) es un tipo de apoptosis que ocurre en eritrocitos  (glóbulos rojos) dañados  debido a varios factores que incluyen hiperosmolaridad, estrés oxidativo, deplección energética, exposición a metales pesados o xenobióticos.
Como en la apoptosis, la eriptosis se caracteriza por, disminución del tamaño celular, vacuolización de la membrana, activación de proteasas, y exposición de fosfatidilserina en la membrana plasmática exterior.

## Causas
Las afecciones que pueden cursar con eriptosis excesiva incluyen:
- Anemia ferropénica
- Intoxicación por mercurio o plomo
- Anemia falciforme
- Talasemia
- Deficiencia de G6PD
- Malaria